# 科西瓦河
科西瓦河（羅馬化：Kosʹva）是俄羅斯的河流，位於彼爾姆邊疆區和斯維爾德洛夫斯克州，屬於卡馬河的左支流，河道全長283公里，流域面積6,300平方公里，發源自彼爾姆邊疆區西部，向西流入卡馬水庫，河畔城鎮有古巴哈。